# Пуризм в англійській мові
Мовний пуризм в англійській мові — ідея, за якою питомі англійські слова повинні мати перевагу перед запозиченими, що прийшли переважно з романських мов, а також грецької та латини).
Під «питомими» можуть розумітися як слова давньоанглійської мови, так і загалом слова германського походження. У м'якій формі ця ідея зазвичай зводиться до використання вже існуючих слів, що є синонімами запозичених (наприклад, begin замість commence початок). Більш жорсткий погляд на проблему прередбачає відродження застарілих слів (наприклад, ettle замість intend мати намір) та створення нових слів з германськими коренями (наприклад, wordstock словник). Іноді мову, що виникає внаслідок такого заміщення, називають Anglish (буквально англська; термін запроваджений Полом Дженнінгсом 1966 року) або Saxonised English. Ідею «м'якого» пуризму часто підтримують прихильники «зрозумілої англійської» (Plain English), що уникають слів греко-латинського походження. Такий варіант мовного пуризму має певний вплив на сучасну англійську мову. Натомість радикальніші ідеї, як і раніше, мають небагато прихильників.
Девід Крістал розглянув ідею пуризму в англійській мові в «Кембриджської енциклопедії англійської мови» (1995). Ця ідея виникла вперше в XVI—XVII ст. під час суперечок навколо «зарозумілих слів» («inkhorn terms»). У XIX ст. деякі письменники, в тому числі Чарльз Дікенс, Томас Гарді та особливо Вільям Барнс, намагалися запровадити такі поняття, як birdlore (орнітологія) та speechcraft (граматика). У XX ст. одним з найпримітніших захисників пуризму був Джордж Орвел, який надавав перевагу простим англосаксонським словам перед складними грецькими чи латинськими термінами.

## Історія

### Давньоанглійська та середньоанглійська мови
Англосаксонська мова запозичила небагато греко-латинських слів. Ці запозичення були переважно пов'язані з християнством (church, bishop, priest). У епоху Данелага (IX століття) з давньоскандинавської мови було запозичено чимало побутової лексики (skull, egg, skirt).
Після норманського завоювання (1066—1071) роль еліти в англійському суспільстві перебрали на себе люди, які говорили старонормандською мовою, близькою до старофранцузькоі. З часом ця мова розвинулася в особливу англо-нормандську мову, яка стала державною. Для тих, хто хотів присвятити себе праву або державній службі, знання англо-нормандької було необхідним (див. також французька законна мова).
Середньоанглійська мова, що існувала паралельно, як народна, запозичила з англо-нормандської чимало романських слів. Проте деякі діячі літератури намагалися перешкоджати бурхливому потоку романських запозичень. Вони вбачали своє завдання в тому, щоб зробити літературу для англійського народу доступною йому мовою. Це означало не лише необхідність писати англійською, але і прагнення уникати романських запозичень, які могли бути незрозумілі читачеві. Приклади таких творів — Ормулум, «Брут» Лайамона, «Ayenbite of Inwyt» і «Катерининська група» джерел.

### Рання сучасна англійська мова
У XVI—XVII ст. набули поширення суперечки навколо надмірного використання запозичених («зарозумілих») слів. Такі письменники, як Томас Еліот, намагалися запровадити в мову велику кількість складних слів, здебільшого на основі латинських та грецьких коренів. Критики вважали ці запозичення непотрібними та зайвими, вказуючи на те, що в англійській мові вже існують слова з тими самими значеннями. Проте чимало з цих слова зайняли міцне становище поряд з споконвічними англійськими, а часом навіть замінили їх. Англійський учений та політик Джон Чик писав:

Я дотримуюся тієї думки, що слід писати нашою мовою ясно і чисто, не допускаючи перекручувань та мішанини шляхом запозичень з інших мов; якщо з часом ми не станемо обачнішими, але будемо лише позичати і не давати, нашій мові доведеться визнати свій дім розореним.
Оригінальний текст (англ.)
I am of this opinion that our own tung should be written cleane and pure, unmixt and unmangeled with borowing of other tunges; wherein if we take not heed by tiim, ever borowing and never paying, she shall be fain to keep her house as bankrupt.

Тож, розвиваючи ідеї пуризму, деякі письменники намагалися або повернути до життя застарілі англійські слова (gleeman замість musician музикант, sicker замість certain впевнений, inwit замість conscience свідомість, сумління, yblent замість confused збентежений), або створити цілком нові слова з германськими коренями (endsay підсумок, сучасне англійське sum, total; yeartide річниця, сучасне anniversary; foresayer пророк, сучасне prophet). Лише невелика частка цих слів залишається в загальному користуванні.

### Сучасна англійська мова
Примітним захисником пуризму був англійський прозаїк, поет і філолог XIX століття Вільям Барнс, що закликав зробити англійську мову зрозумілішою для людей без класичної освіти. Він нарікав на «безглузде переймання» іноземних слів й пропонував натомість використовувати слова з його рідного дорсетського діалекту та створювати нові на основі давньоанглійських коренів. Серед пропозицій Барнса були такі, як speechcraft замість grammar граматика, birdlore замість ornithology орнітологія, fore-elders замість ancestors предки і bendsome замість flexible гнучкий.
Іншим захисником пуризму був ще один поет XIX сторіччя, Джерард Менлі Хопкінс. 1882 року він писав: «Можна лише плакати при думці про те, якою могла би стати англійська мова; незважаючи на все, що зробили Шекспір та Мільтон […] відсутність краси в мові може бути платою за брак чистоти».
В есе «Політика та англійська мова» (1946) Джордж Орвелл писав:

Погані автори, особливо ті, що пишуть на політичні, наукові та соціологічні теми, перебувають під владою уявлення, буцім-то латинські та грецькі слова шляхетніше саксонських.

Сучасник Орвелла, австралійський композитор Персі Грейнджер, використовував в письмовій мові лише германські слова та називав свою мову «блакитноокою англійською» (blue-eyed English). Так, замість слова composer композитор він вживав неологізм tonesmith коваль звуків.
1962 року Лі Голландер переклав англійською мовою «Старшу Едду», його переклад містив майже виключно германські слова та згодом надихнув деяких письменників використовувати аналогічний стиль.
1966 року Пол Дженнінгс написав для журналу «Панч» низку статей, присвячених 900-річюя нормандського завоювання. У них він підняв питання про те, якою була б Англія, якби цієї події не відбулося. Зокрема він навів приклад «Anglish» — мови, якою міг би писати Шекспір, якби нормандське вторгнення зазнало краху. Крім того, він висловив вдячність «Вільяму Барнсу, дорсетському поетові-філологу».
1989 року письменник-фантаст Пол Андерсон написав невеличкий текст про основи атомної теорії, який назвав Uncleftish Beholding. У ньому використовувалися лише слова германського походження; метою письменника було показати, як англійська мова виглядала би без іноземних запозичень. Дуглас Гофштадтер жартівливо назвав цей стиль «Андерсаксонським». З того часу цей пейоративний термін застосовується для позначення наукових текстів, в яких використані лише германські слова.
Серед способів словотвору Андерсона були:
- розширення сенсу (motes — частки);
- калька — переклад морфем з іншої мови (uncleft атом, від грецького «неподільний»);
- калька з інших германських мов, переважно німецької та голландської (waterstuff водень, sourstuff кисень);
- складання слів (firststuff елемент, буквально — першоріч; lightrotting радіоактивний розпад, буквально — світлорозпад).

Інший підхід, без специфічної назви, був застосований Девідом Коулі в статті «Як би ми говорили, якби англійська перемогла 1066 року» (вересень 2009). Він полягає в адаптації відомих давньоанглійських слів до сучасної орфографії; автор поділив ці слова на 5 груп, від простих до найскладніших та найцікавіших, а також супроводив свої міркування великою кількістю прикладів, малюнків та тестів.
Починаючи з 2000-х років, з'явилася низка онлайн-проектів, присвячених «Anglish». Як приклад тут можна згадати вікі-проект «Anglish Moot» (Англське віче), що існує з 2005 року.